# سانیه برکیک
سانیه برکیک (به فرانسوی: Saniat Berguig) یک شهرک در مراکش است که در استان سیدی بنور واقع شده‌است. سانیه برکیک ۳۰٬۲۸۶ نفر جمعیت دارد.